# Campionati finlandesi di ski cross 2014
I Campionati finlandesi di ski cross 2014 si sono svolti a Ruka il 9 aprile. Il programma ha incluso la gara maschile, mentre quella femminile non è stata disputata per assenza di atlete iscritte. 
Trattandosi di competizioni valide anche ai fini del punteggio FIS, vi hanno partecipato anche sciatori di altre federazioni, senza che questo consentisse loro di concorrere al titolo nazionale finlandese.

## Risultati

### Uomini
| Pos. | Atleta            | Nazione   |
| ---- | ----------------- | --------- |
| 1    | Oskar Svels       | Finlandia |
| 2    | Thomas Mustaki    | Finlandia |
| 3    | Olli Penttala     | Finlandia |
| 4    | Herman Himmelroos | Finlandia |